# Konstantin Đokić
Konstantin Đokić (* 26. September 1946 in Crnjelovo bei Bijeljina, Bosnien-Herzegowina) war von 1991 bis 2012 der serbisch-orthodoxe Bischof für die Diözese Mitteleuropa.

## Leben
Konstantin besuchte die Grundschule in Bijeljina, die theologischen Studien beendete er 1971 in Belgrad. Am 28. März 1970 legte er sein Mönchsgelübde ab. Als Mönchspriester war er zuerst in der Verwaltung der Eparchie von Zvornik-Tuzla tätig. Von 1978 bis 1982 wirkte er als Lehrer im Seminar des Klosters Krka in Kroatien, seit 1982 war er im Priesterseminar in Sremski Karlovci Lehrer für Liturgik und englische Sprache.
Am 23. Juli 1991 zum Bischof geweiht, war er seit dem 1. September 1991 der Bischof der serbisch-orthodoxen Eparchie in Deutschland, Österreich und der Schweiz (Serbisch-orthodoxe Diözese für Mitteleuropa). Seit 2010 war er auch Vorsitzender der Orthodoxen Bischofskonferenz der Schweiz, des Verbandes aller orthodoxen Diözesen in diesem Land. Ende Juni 2011 übergab der Bischof die Seelsorge für Österreich an Irinej (Bulović), Bischof der Eparchie Bačka zu Novi Sad, der damit interimistisch Bischof für Österreich wurde, um die neue Serbisch-orthodoxe Eparchie für Österreich, die Schweiz und Italien zu administrieren und zu installieren.
Im Dezember 2012 wurde er gemäß einer Pressemitteilung des Bistums von seinem Amt suspendiert. Sein Nachfolger wurde Sergije Karanović.